# 西敏
西敏（英語：Westminster，/ˈwɛstmɪnstər/或/ˈwɛsmɪnstər/，又譯威斯敏斯特）是英國首都倫敦市中心的区域名，位於西敏市。威斯敏斯特宮、白金漢宮、威斯敏斯特修道院和威斯敏斯特大教堂都位於該區域。在政治上，威斯敏斯特一詞常指位於威斯敏斯特宮中的英國國會。